# Навагампура (Грама Ніладхарі, округ Коломбо)
Грама Ніладхарі Навагампура — Грама Ніладхарі підрозділу ОС Коломбо, округ Коломбо, Західна провінція, Шрі-Ланка.

## Демографія
| Населення (2011) | Населення (2011) | Населення (2011) |
| Всього           | Чоловіки         | Жінки            |
| ---------------- | ---------------- | ---------------- |
| 6821             | 3459             | 3362             |